# Dona Lluna

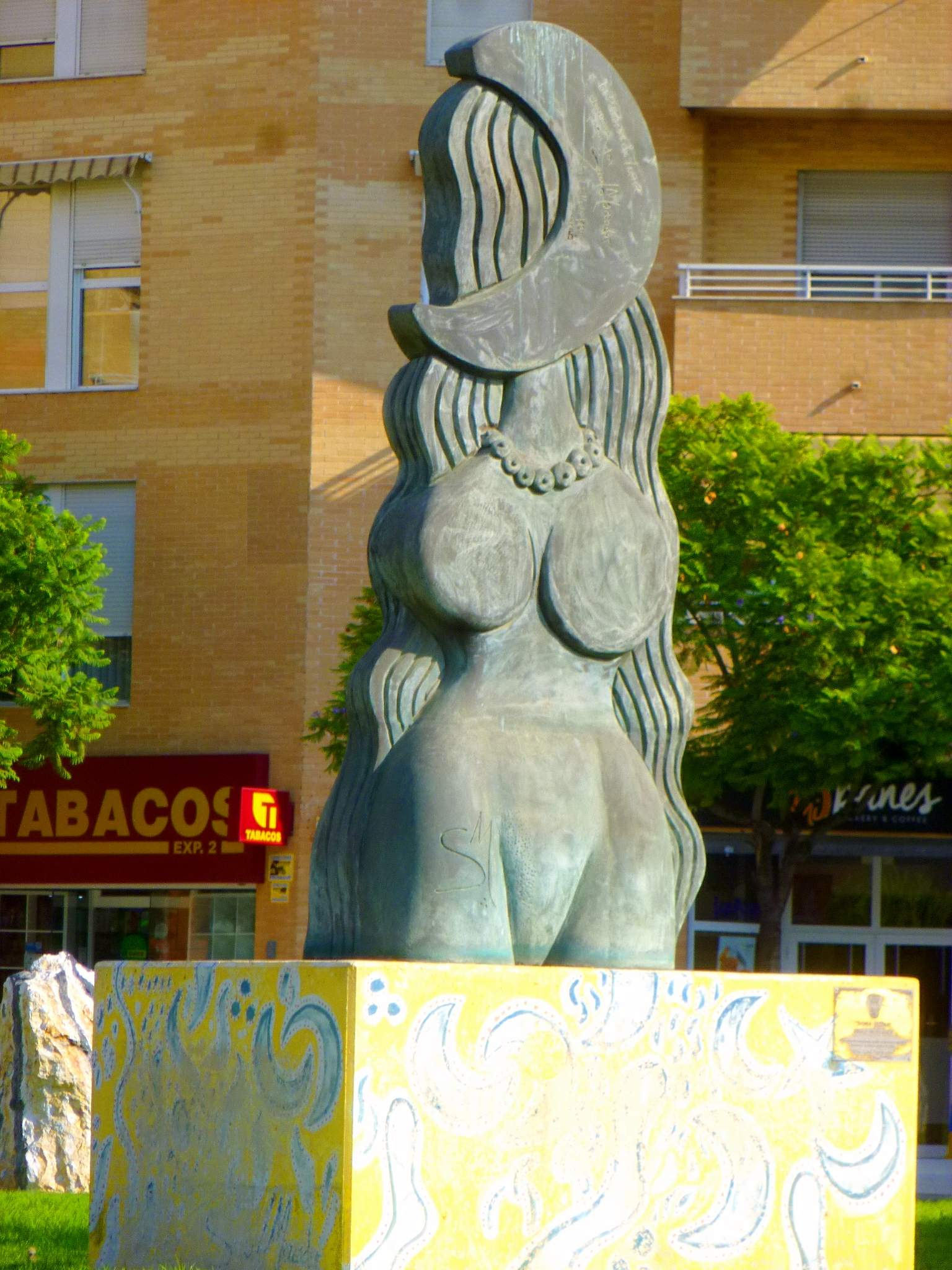

Dona Lluna está en el centro de una rotonda, en medio de la ciudad de San Vicente del Raspeig donde se encuentra la Universidad de Alicante, en el sureste de España. Fue inaugurada el Domingo 11 de marzo de 2007, en presencia de las autoridades, de la alcaldesa, los concejales, la prensa y los media, una orquesta sinfónica venida de Madrid etc.
Dona Lluna, un nombre valenciano («Mujer Luna» en castellano), es el título de una escultura monumental del pintor y escultor español Saülo Mercader. Es un vibrante homenaje a la Mujer, a sus poderes de renovación y de resistencia, guardadora de las culturas y de la continuidad del género humano. Más que una escultura en el sentido técnico y artístico de la palabra, es un tótem de 5,5 metros de altura ( más 1,5 de peana), inmóvil y gigantesca, de dos toneladas de bronce, que costó 120.000 euros al Ayuntamiento.
Representa un cuerpo femenino macizo y potente, con formas generosas: caderas amplias y senos nutrientes que le dan la envergadura de una Diosa-Madre, figura que se encuentra en todas las sociedades del mundo. Una media-luna le sirve de cabeza y rostro, dándole así una dimensión universal y cósmica. 
Saülo Mercader ha grabado sobre la media-luna estas palabras : « aquí nací, aquí doy », recordando así su origen y su trayectoria. 
Dona Lluna concentra en ella los elementos fundamentales de la vida : 
- la Tierra en la cual tiene sus raíces y de la cual ha nacido ( la primera maqueta de la escultura fue hecha en arcilla y cocida).
- el Aire que la circunda permanentemente.
- el Agua, simbolizada por su cabello larguísimo que cae como olas abundantes desde arriba hasta los pies.
- el Fuego porque fue fundida en bronce y patinada en la fundición.
- el Espacio.

En su alrededor, en toda la circunferencia de la rotonda, se encuentran 12 piedras de 2 metros de altura, pintadas por Saülo Mercader. El círculo que forman alrededor de « Dona Lluna » y del algarrobo centenario, representa un calendario lunar; se asemeja a una matriz que coge en ella los universos celeste, terrestre y subterráneo. Así que la obra, en su totalidad, se transforma en un centro cósmico de energías positivas que da a la rotonda, en medio de la cual se sitúa « Dona Lluna », una amplitud con dimensiones superiores para dar a las personas que viven cerca, a la vez un sentido de bien-estar, equilibrio y armonía. 
Según Saülo Mercader, Dona Lluna tiene un alto simbolismo y una dimensión universal. 
Es el único monumento laico, dedicado a la mujer, conocido hoy en día. 
Es un acontecimiento increíble que viene de ocurrir, en la presencia de esta escultura monumental.
El nacimiento al Arte de Saülo Mercader en 1944 en la finca «Los Molinos» de San Vicente del Raspeig donde vivió sus 5 primeros años de infancia, fue un milagro tanto en el sentido teológico como físico de la palabra porque a su nacimiento, fenómenos naturales extraños Ocurrieron. Las personas que habrán leído su libro autobiográfico «Les Chants de l'Ombre»( ediciones Imago, París, 2000) pueden darse cuenta de la dimensión extraordinaria de este creador y de sus increíbles, hasta inhumanos esfuerzos para superar con valor, perseverancia y una verdadera rabia de sobrevivir, las innumerables dificultades que ha conocido durante su trayectoria : de una vida de abandono, ha podido tutear la Luz, dándonos obras de arte impregnadas por sus vivencias, llenas de fuerza, humanismo y esperanza. 
Realizar esta escultura de tan grande amplitud, en la ciudad misma donde nació y donde su destino había tomado, de sopetón, una ruta trágica, representa realmente algo milagroso. 
Para conmemorar el acto de la inauguración el compositor Manuel Lillo Torregrosa compuso la obertura que tiene también el nombre de Dona Lluna

## Enlaces
- site consacré à l'artiste Saülo Mercader.
- página del centro de art contemporáneo de L'Oeil de Gaïa.
- artículo local
- consideraciones sobre Dona Lluna (enlace roto disponible en Internet Archive; véase el historial, la primera versión y la última).
- compositor Manuel Lillo (enlace roto disponible en Internet Archive; véase el historial, la primera versión y la última).

- Datos: Q3035967